# Изобретение искусства: история культуры
«Изобретение искусства: история культуры» — книга Ларри Шинера, заслуженного профессора философии в Университете Иллинойса, Спрингфилд. Была опубликована в 2001 году, на её создание автор потратил более десяти лет.

## Содержание
В книге утверждается, что современные концепции, практики и институты изобразительного искусства как отдельной области, стоящей намного выше прикладного, декоративного, ремесленного и дизайнерского искусства, полностью утвердились только в первой трети XIX века. Первоначально на написание «Изобретения искусства» Шинер вдохновился в попытке сделать широко антологизированное эссе Пауля Оскара Кристеллера по истории идей «Современная система искусств» более доступным для своих студентов. В эссе Кристеллера утверждалось, что категория изобразительного искусства, состоящая из пяти или шести основных искусств, возникла только в восемнадцатом веке. Аргументация Шинера касается не просто классификационной категории изобразительного искусства, но всего социального и культурного комплекса высокого искусства, таким образом рассматривая становление современной идеи искусства как часть более широкого социального и культурного прорыва. Появление нового культурного комплекса изобразительного искусства с его идеалом художника как свободного гения, обладающего творческим воображением, шло рука об руку с новыми практиками, такими как прекращение заимствований в музыкальной композиции, новые институты, к примеру, светский концертный зал и музей изобразительного искусства, а также привитие новых моделей поведения, соответствующих этим учреждениям, таких как молчаливое слушание и созерцательный взгляд. Ларри Шинер подчёркивает мощные социальные и экономические факторы, формирующие эти изменения в убеждениях, практиках и институтах: появление рыночной экономики и среднего класса, желающего использовать искусство для установления своего социального статуса. Несмотря на то, что Шинер прослеживает предпосылки этих элементов современного комплекса изобразительного искусства, автор утверждает, что современная социальная система искусств не была полностью консолидирована до 1830-х годов, когда романтическая концепция художника играла решающую роль. Далее Шинер рассматривает последующие изменения в социальной системе изобразительного искусства на протяжении девятнадцатого и двадцатого веков, утверждая, что к концу двадцатого века сама категория изобразительного искусства потеряла свою внутреннюю связность.
Шинер приводит примеры из самых разных произведений, включая пьесы Шекспира, греческую драму, скульптуры Челлини и картины Микеланджело. Он также обсуждает азиатское искусство, указывая на то, что до девятнадцатого века в японском языке не было собирательного существительного для слова «искусство» в европейском понимании, и устанавливает, что фраза «китайское искусство» также является относительно недавним изобретением, поскольку ещё до XIX века никто в Китае не группировал живопись, скульптуру, керамику и каллиграфию как объекты, имеющие что-то общее.
Книга состоит из 5 частей:
1. До изобразительного искусства и ремесла
2. Разделение искусства
3. Противотоки
4. Апофеоз искусства
5. За пределами изобразительного искусства и ремесла

## Критика
Ряд учёных раскритиковали как Кристеллера, так и версию Шинера, утверждающих, что концепция изобразительного искусства является современной конструкцией или изобретением. Некоторые утверждают, что эта концепция уже присутствует в «Поэтике» Аристотеля. Но ни Кристеллер, ни Шинер не отрицают, что существует определённая преемственность между греческими или римскими представлениями об искусстве и идеями современного периода; скорее такая преемственность гораздо менее важна, чем существующие непостоянства, и именно радикально изменившийся социальный и экономический контекст делает древние и современные концепции искусства совершенно разными.
«Изобретение искусства представляет собой долгожданное дополнение к истории и философии искусства», — Терри Л. Уилсон, Art Documentation.
«Шинер метко характеризует своё повествование как направленное на исцеление излишне раздробленных концепций искусства и художественных практик, которыми отмечен современный мир искусства… Показывая, что эссенциалистская концепция искусства, наряду с её нормативными и регулятивными последствиями, является артефактом конкретного исторического и культурного мира, Шинер предлагает нам свободно реагировать на многообразное богатство человеческого самовыражения и красоты», — Митч Авила, The Journal of Aesthetics and Art Criticism.
«Книга… должна быть обязательна к прочтению всем, кто занимается искусством», — Марк Шпиглер, Chicago Tribune Books.
Е. А. Бадянова в статье «Актуальность идеи автономности искусства» пишет: «Достойно внимания мнение Шинера о том, что история победы искусства над ремеслом является не только историей противостояния, но и историей взаимопроникновения между искусством и ремесленной деятельностью… Историю искусства тогда можно было бы описать как постоянное воспроизведение баланса и единства между воображением и мастерством, удовольствием и пользой, свободой и служением».